# Politische Expositur
Eine Politische Expositur ist in Österreich eine Außenstelle einer Bezirkshauptmannschaft, die für einen Teil des jeweiligen politischen Bezirks die Aufgaben der Bezirkshauptmannschaft wahrnimmt. Von einer einfachen Außenstelle unterscheidet sich eine politische Expositur davon, dass die Expositur (fast) alle Amtsgeschäfte der Bezirkshauptmannschaft selbst erledigt und somit ähnlich einer eigenständigen Behörde auftritt.
In Österreich gibt es nur noch eine politische Expositur, und zwar die Politische Expositur Gröbming im Bezirk Liezen in der Steiermark.
Rechtsgrundlage ist § 4 des Bezirkshauptmannschaftengesetzes des Landes Steiermark:
Obwohl die politischen Exposituren keine eigenen Behörden sind, wurden sie bei der Vergabe der Kennzeichentafeln wie eigene Behörden behandelt: So hat Gröbming mit GB eigene Kennbuchstaben, ebenso gab es für die Expositur Bad Aussee das Kennzeichen BA.

## Geschichte
In der Gründungszeit der Bezirkshauptmannschaften gab es viele politische Exposituren, die meisten davon sind heute selbständige Bezirke.
Basis der folgenden Aufstellung in der Reihenfolge und Schreibweise von 1849 ist
Allgemeines Reichs-Gesetz- und Regierungsblatt für das Kaiserthum Österreich

### 1850–1854
In der Zeit von 1850 bis 1854 existierten im Kaiserthum Oesterreich folgende politische Exposituren:
Kronland Königreich Böhmen
- I. Prager Kreis:
  - Beraun (Bezirk Smichow)
  - Laun (Bezirk Rakonitz)
- II. Budweiser Kreis:
  - Moldauthein (Bezirk Budweis)
  - Hohenfurt (Bezirk Kaplitz)
  - Wittingau (Bezirk Neuhaus)
  - Sobieslau (Bezirk Tabor)
- III. Pardubitzer Kreis:
  - Hlinsko (Bezirk Hohenmauth)
  - Politzka (Bezirk Leitomischl)
- IV. Gitschiner Kreis:
  - Marschendorf (Bezirk Trautenau)
- V. Böhmisch-Leippaer Kreis: –
- VI. Egerer Kreis:
  - Komotau (Bezirk Saaz)
- VII. Pilsner Kreis: –

Kronland Erzherzogtum Österreich unter der Enns
- Mödling (Bezirk Hietzing)
- Tulln (Bezirk Klosterneuburg)
- Haimburg (Bezirk Bruck an der Leitha)
- Baden (Bezirk Wiener-Neustadt)
- Stockerau (Bezirk Korneuburg)
- Marchegg (Bezirk Enzersdorf)
- Feldsberg (Bezirk Poisdorf)
- Lilienfeld (Bezirk St. Pölten)
- Retz (Bezirk Horn)

Kronland Erzherzogtum Österreich ob der Enns
- Oberösterreich:
  - Efferding (Bezirk Wels)
  - Engelszell (Bezirk Schärding)
- Salzachkreis Salzburg (Kronland ab 1850):
  - Golling (Bezirk Salzburg)
  - Gastein (Bezirk Werfen)
  - Mauterndorf (Bezirk Werfen)

Kronland Markgrafschaft Mähren und Kronland Herzogtum Schlesien
- Mähren
  - I. Brünner Kreis:
    - Lundenburg (Bezirk Auspitz / Hustopeče)
    - Budwitz (Bezirk Znaym / Znojmo)

  - II. Olmützer Kreis:
    - Altstadt (Bezirk Schönberg / Šumperk)
    - Ostrau (Bezirk Mistrek / Místek)
    - Straßnitz (Bezirk Hradisch / Uherské Hradiště / Ungarisch-Hradisch / Magyarhradis)
- Schlesien
  - Wigstadtl (Bezirk Troppau / Opava)
  - Hotzenplotz (Bezirk Jägerndorf / Krnov)

Kronland Gefürstete Grafschaft Tirol mit dem Lande Vorarlberg
- I. Innsbrucker Kreis:
  - Kuefstein (Bezirk Rattenberg)[8]
  - Reutte (Bezirk Imst)
- II. Brixner Kreis:
  - Glurns (Bezirk Meran)
  - Cortina (in Ampezzo), (Bruneken)
  - Windisch-Mattrey (Bezirk Lienz)
- III. Trienter Kreis:
  - Primör (Bezirk Cavalese)
  - Riva (Bezirk Roveredo)
- IV. Vorarlberger Kreis: –

Kronland Herzogtum Steiermark
- I. Gratzer Kreis:
  - Friedberg (Bezirk Hartberg)
  - Fürstenfeld (Bezirk Feldbach)
  - Voitsberg (Bezirk Stainz)
- II. Brucker Kreis:
  - Maria-Zell (Bezirk Bruck)
  - Eisenerz (Bezirk Leoben)
  - St. Gallen (Bezirk Lietzen)
  - Aussee (Bezirk Irdning)
- III. Marburger Kreis
  - Windisch-Feistritz (Bezirk Marburg / Maribor)
  - Gonobitz (Bezirk Cilli / Celje)
  - Oderburg (Bezirk Cilli / Celje)
  - Rohitsch (Bezirk Pettau / Ptuj)

Kronland Herzogtum Kärnthen
- Friesach (Bezirk St. Veit)
- Ober-Vellach (Bezirk Spital)
- Greifenburg (Bezirk Spital)
- Tarvis (Bezirk Hermagor)
- Unterdrauburg (Bezirk Wolfsberg)

Kronland Herzogtum Krain
- Feistritz (Bezirk Adelsberg / Postojna)
- Gurkfeld (Bezirk Neustadtl / Novo mesto)
- Weixelstein (Bezirk Treffen / Trebnje)

Kronland Küstenland
- I. Grafschaften Görz und Gradisca:
  - Flitsch (Bezirk Tollmein / Tolmin / Tolmino)
  - Heidenschaft (Bezirk Görz / Gorizia / Gorica)
  - Cervignano (Bezirk Gradiska / Gradisca d’Isonzo)
- II. Markgrafschaft Istrien:
  - Pirano (Bezirk Capo d’Istria / Koper)
  - Pinquente (Bezirk Montona / Motovun)
  - Albona (Bezirk Pisino / Pazin)
  - Castelnuovo (Podgrad (Ilirska Bistrica) / Neuhaus bei Illyrisch Feistritz) (Bezirk Volosca)
  - Veglio (Bezirk Lussinpiccolo / Mali Lošinj)
  - Cherso (Bezirk Lussinpiccolo / Mali Lošinj)

### 1868 bis heute
1854 wurden mit den Bezirkshauptmannschaften auch die politischen Exposituren aufgelöst. Als 1868 die Bezirkshauptmannschaften wieder errichtet wurden, verzichtete man vorerst auf die Exposituren. Grund war, dass die eingesetzte Arbeitskraft nicht völlig ausgenutzt war und es aufgrund des allumfassenden Wirkungskreises zur Verschleppung der Arbeiten kam.
In der Zeit ab dem Jahr 1868 existierten im heutigen Österreich folgende politische Exposituren (während der Zeit des Deutschen Reiches 1938–1945 trugen die Exposituren den Titel Außendienststelle):
- Im Burgenland (in der betreffenden Zeit Niederdonau):
  - Neusiedl am See (Bezirk Bruck) 1939–1940, davor und seit 1945 eigener Bezirk
- In Kärnten:
  - Feldkirchen (Bezirk Klagenfurt-Land) 1903–1981, danach eigener Bezirk
  - Bleiburg (Bezirk Völkermarkt) 1920–1921
  - Ferlach (Bezirk Klagenfurt-Land) 1920 (ca. 3 Wochen)
  - Velden (Bezirk Villach-Land) 1920 (ca. 3 Wochen)
- In Niederösterreich:
  - Lilienfeld (Bezirk Sankt Pölten) 1945–1953, davor und danach eigener Bezirk
  - Pöggstall (Bezirk Melk) 1938–1940 und 1951–1971, vor 1938 eigener Bezirk
- In Oberösterreich:
  - Eferding (Bezirk Grieskirchen) 1947–1948, vor 1938 und danach eigener Bezirk
- In der Steiermark:
  - Knittelfeld (Bezirk Judenburg) 1906–1932 und 1945–1946, danach bis 2011 eigener Bezirk
  - Politische Expositur Bad Aussee (anfangs Bezirk Gröbming, ab 1938 Bezirk Gmunden, ab 1948 Bezirk Liezen), 1906–2011 Expositur des Bezirkes Liezen, seit 2012 Bezirk Liezen (Dienststelle wurde in eine einfache Außenstelle der BH Liezen umgewandelt)
  - Radkersburg (Bezirk Leibnitz) 1932–1938, davor und danach bis 2012 eigener Bezirk
  - Mürzzuschlag (Bezirk Bruck) 1932–1937, davor und danach bis 2012 eigener Bezirk
  - Voitsberg (Bezirk Graz-Umgebung) 1932–1937, davor und danach eigener Bezirk
  - Eisenerz (Bezirk Leoben) 1940–1945
  - Politische Expositur Gröbming (Bezirk Liezen) 1938–1945 und seit 1962, vor 1938 eigener Bezirk
- In Tirol:
  - St. Anton am Arlberg (Bezirk Landeck) 1883–1884 beim Bau des Arlberg Eisenbahntunnels
- In Vorarlberg:
  - Langen am Arlberg (Bezirk Bludenz) 1883–1884 beim Bau des Arlberg Eisenbahntunnels[13]
  - Dornbirn (Bezirk Feldkirch) 1933, seit 1969 eigener Bezirk[14]